# Profilaktyka poekspozycyjna HIV
Profilaktyka poekspozycyjna HIV (ang. post-exposure prophylaxis, PEP) – metoda leczenia rozpoczynana zaraz po ekspozycji, która pozwala na całkowite usunięcie wirusa HIV z organizmu i uniknięcie zakażenia. Odbywa się w momencie, gdy wirus nie zdążył jeszcze opanować organizmu (maksymalnie do 72 godzin po kontakcie).
W przypadku narażenia na ekspozycję (przedostanie się wirusa do organizmu) na przykład poprzez ukłucie igłą lub seks bez zabezpieczenia (zob. bezpieczny seks), zalecane jest rozpoczęcie metody profilaktyki poekspozycyjnej. Im wcześniej nastąpi rozpoczęcie, tym większa jest szansa powodzenia (zwykle 24 godziny). Po upływie 72 godzin profilaktyka jest zwykle nieskuteczna. W każdym przypadku należy zgłosić się do odpowiednio przygotowanej instytucji medycznej, która oceni adekwatność stosowania PEP.
PEP polega na podaniu pacjentowi kombinacji kilku leków antyretrowirusowych (dwa nukleozydowe inhibitory odwrotnej transkryptazy i inhibitory proteazy) w dużych dawkach przez okres około jednego miesiąca. Metoda ta wiąże się z wysokim poziomem uciążliwych skutków ubocznych (nudności, zmęczenie, biegunka, wymioty itd.), może jednak uchronić pacjenta przed zakażeniem HIV, nawet jeżeli wirus przedostał się już do organizmu. Powodzenie PEP jest uzależnione od czasu, jaki upłynął od ekspozycji do rozpoczęcia terapii i od liczby kopii wirusa, które wniknęły do organizmu.
W niektórych krajach (np. w Wielkiej Brytanii) jest całkowicie refundowany przez publiczną służbę zdrowia.